# (38236) 1999 NC64
1999 NC64 (asteroide 38236) é um asteroide da cintura principal. Possui uma excentricidade de 0.09337850 e uma inclinação de 7.20943º.
Este asteroide foi descoberto no dia 14 de julho de 1999 por LINEAR em Socorro.